# Conflicte Sinosoviètic (1929)
També hi va haver el Conflicte Fronterer Sinosoviètic de 1969
El conflicte Sinosoviètic de 1929 (1929年中苏冲突) va ser un conflicte armat menor entre la Unió Soviètica i la República de la Xina sobre el Ferrocarril Oriental de la Manxúria Xinesa.

## Antecedents
A principis de 1929 els comunistes xinesos eren febles i el Kuomintang havia unificat el sud i el nord de la xina, i volia recuperar el control del Ferrocarril oriental xinès, que els soviètics controlaven des de la guerra civil russa, quan va quedar en mans de l'Exèrcit Blanc i s'havien compromès a retornar als xinesos, però en canvi van establir una gestió conjunta des de 1924 i van prendre el control del Ferrocarril oriental xinès donant suport a les Vint-i-una Demandes del Japó en 1925,

## El conflicte
Al juliol de 1929, Chiang Kai-shek i el senyor de la guerra Zhang Xueliang van acordar prendre el control del Ferrocarril oriental xinès i, d'agost a octubre, es van produir enfrontaments fronterers entre les tropes soviètiques i xineses. Al novembre, les forces soviètiques recolzades pel poder aeri van fer retrocedir els xinesos i van ocupar la ciutat manxú de Hailar, prop de la frontera soviètica, i pel Protocol de Khabarovsk es va acordar la restauració del control soviètic sobre el ferrocarril i permetre als empleats soviètics tornar a les seves funcions a la línia de ferrocarril. La Xina també va acordar alliberar tots els ciutadans soviètics que havien estat arrestats i reprendre el comerç normal entre la Xina i la Unió Soviètica.
La República de Burga es va declarar independent el 1929, amb capital a Hailar, però no va subsistir més que uns mesos.

## Conseqüències
El Conflicte Sinosoviètic va ser un moment decisiu per a Stalin, el seu règim i l'Exèrcit Roig, que es creia incapaç de lluitar una guerra moderna, i va revelar que les forces militars xineses no estaven preparades per lluitar contra l'Exèrcit Roig o l'Exèrcit Imperial Japonès, i que, mentre els comandants xinesos es van mostrar febles, la superada infanteria de la Xina es va transformar en una formidable força professional que va respondre un exèrcit imperial japonès massa confiat en 1937.